# 何邦憲
何邦憲（1476年—？），字宗尹，雲南大理府太和縣人，民籍，明朝政治人物。

## 生平
正德二年（1507年）丁卯科雲貴鄉試第二十六名舉人。正德六年（1511年）中式辛未科會試第三百四十六名，登第三甲第二百零八名進士。

## 家族
曾祖何山；祖父何暹；父何珍，母楊氏。慈侍下。